# Бенц Вело
Benz Velo (от Velociped, заради велосипедните колела) е първият сериен четириколесен автомобил в света. Конструиран е от Карл Бенц. Представлява намалена версия на първия четириколесен модел Benz Victoria от 1893 г., станал значителен успех за Бенц, който след три години работа най-накрая успява да създаде сигурна конструкция на механизма на предните управляеми колела. Двигателят на Benz Victoria е имал за основа този на триколесния модел Benz Patent Motorwagen №3 от 1886 г. Benz Velo се е произвеждал серийно от 1894 до 1901 г. Само през 1894 – 1895 г. са произведени 134 броя, а до края на производството през 1901 г. – общо около 1200 коли. Именно моделите Benz Velo и Duryea Motor Wagon, патентован през 1895 г., са обявени като как първите стандартизирани, т.е. серийни автомобили (серии над 1000 броя). Произвеждали са се и копия на Velo, в това число Marshall (по-късно – Belsize Motors) в Манчестър, Star в Улвърхамптън и Arnold в Падлок Ууд, Кент, Англия.
Цената на автомобила е варирала от 2000 до 2300 германски марки.

## Характеристики
Автомобилът е снабден с разположен в задната част едноцилиндров двигател с обем 1045 cm³ и мощност 1,5 к.с. (1,1 kW) с 450 оборота за минута. През 1896 г. мощността на двигателя е увеличена до 2,75 к.с. (2,1 kW) при 600 об./минута, което позволява на колата да се ускори до 19 km/h, а през 1900 г. – на 3 к.с. (2,2 kW) при 700 об./мин. и през 1901 г. – 3,5 к.с. (2,6 kW) при 800 об./мин.
Първите автомобили с карбуратор и запалителна свещ започват да се произвеждат от 1896 г., въвеждат се т.нар. поплавков карбуратор и запалителна система, а също възможност за дозареждане на акумулатора. От този модел стартерът става неотменна част от запалителната система на автомобила. Отначало автомобилът има двустепенна скоростна кутия. От 1896 г. в автомобила се появява допълнителна трета предавка и възможност за заден ход.